# Calliergon
Calliergon là một chi rêu trong họ Amblystegiaceae.